# Christian Güldencrone (amtsforvalter)
 Der er flere personer med dette navn, se Christian Güldencrone.
 Ikke at forveksle med Frederik Güldencrone.
Christian Frederik baron Güldencrone (født 30. maj 1803 i København, død 18. marts 1875 sammesteds) var en dansk amtsforvalter og kammerherre.

## Karriere
Han var søn af major Vilhelm baron Gyldenkrone (1768-1806) og Juliane Marie Høegh-Guldberg (1770-1856). Han var amtsforvalter i Københavns Amtsstuedistrikt, kammerherre, Ridder af Dannebrog og Dannebrogsmand.

## Familie
10. april 1829 ægtede han i Christiansborg Slotskirke Marie Sophie Frederikke Bardenfleth (17. marts 1810 i København - 3. oktober 1887 i Valby), datter af general Johan Frederik Bardenfleth. Parret fik 13 børn:
1. Johan Vilhelm baron Güldencrone (15. marts 1830 i Skanderborg - faldet 25. juli 1850 i slaget ved Isted), premierløjtnant
2. Juliane Vilhelmine Augusta baronesse Güldencrone (8. december 1831 i Skanderborg - 23. november 1858 i København) oo F.C.G. Schøller
3. Ludvig Ehrenreich baron Güldencrone (7. oktober 1833 i Skanderborg - 17. april 1871 i Dover), 1853 ved gesandtskabet i Paris, 1869 legationssekretær i London
4. Frederik Ferdinand August baron Güldencrone (4. juli 1835 - 3. februar 1872 i Franklin, USA), landmand
5. Christian baron Güldencrone (1837-1902)
6. Emil baron Güldencrone ("Gyldenkrone") (1838-1902) oo Lona Gyldenkrone
7. Ove baron Güldencrone (1840-1880)
8. Marie baronesse Güldencrone (23. maj 1842 i Skanderborg - 2. april 1879) oo Ehrenfried Berlin
9. Frederikke Caroline Christiane baronesse Güldencrone (30. oktober 1845 i Nyborg - 2. februar 1868 i Nyborg) oo F.C.G. Schøller
10. Augusta Thorveiga baronesse Güldencrone (24. juni 1847 i Nyborg - 26. juni 1916 i København) oo stiftsgartner Otto Valdemar Mourier (1843-1922)
11. Viggo baron Güldencrone (15. december 1848 i Nyborg - 28. marts 1877 i Mentona, Frankrig), 1872 cand.jur., assistent i Indenrigsministeriet
12. Valdemar Gustav baron Güldencrone (28. marts 1851 i Nyborg - 23. juli 1877 i Valby), 1876 premierløjtnant i 22. bataljon
13. Carl Ferdinand baron Güldencrone (1854-1932)